# Jevišovka
Jevišovka, 1918–1948 Frélichov, 1949–1950 Charvátská (deutsch Fröllersdorf, kroatisch Frjelištorf) ist eine Gemeinde in Tschechien. Sie liegt 13 Kilometer westlich von Mikulov und gehört zum Okres Břeclav.

## Geographie
Jevišovka befindet sich linksseitig der Einmündung der Jevišovka und des Baštýnský potok (Basteingraben) in die Thaya im Süden der Thaya-Schwarza-Talsenke. Zwei Kilometer südlich des Dorfes verläuft die Grenze zu Österreich. Südöstlich erheben sich der Přerovský vrch (Arbes, 237 m) und Heidberg/Velký kopec (255 m). Im Süden führt die Bahnstrecke Břeclav–Hrušovany nad Jevišovkou vorbei, die Bahnstation Jevišovka liegt einen knappen Kilometer außerhalb des Dorfes. Südlich und östlich des Ortes befinden sich entlang der Thaya Befestigungslinien des Tschechoslowakischen Walls.
Nachbarorte sind Drnholec im Norden, Novosedly im Nordosten, Dobré Pole im Osten, Nový Přerov im Südosten, Alt-Prerau im Süden, Travní Dvůr, Hrabětice und Šanov im Südwesten, Hrušovany nad Jevišovkou im Westen sowie Litobratřice im Nordwesten.

## Geschichte
Das Dorf wurde zu Beginn des 13. Jahrhunderts durch deutsche Kolonisten angelegt. Die erste schriftliche Erwähnung von Fröllersdorf erfolgte 1353 als Besitz des Smil von Fröllersdorf (Smil z Frélichova). Im Jahre 1395 kaufte Johann von Liechtenstein, der im Jahr zuvor das Gut Dürnholz erworben hatte, auch Fröllersdorf und schlug es zu Dürnholz zu. Im ersten Drittel des 15. Jahrhunderts fiel das Dorf während des böhmisch-ungarischen Krieges wüst. Die erste Erwähnung der Pfarre Fröllersdorf erfolgte 1510, als das Dorf wüst lag. In den Jahren 1530 und 1531 wurde Fröllersdorf durch kroatische Flüchtlinge neu besiedelt. Seit dem Ende des 16. Jahrhunderts war die Pfarrstelle mit Protestanten besetzt. Zu Beginn des 17. Jahrhunderts bestand das Dorf aus 37 Wirtschaften. Nach der Schlacht am Weißen Berg begann die Rekatholisierung der Pfarre Fröllersdorf, zu der auch die Dörfer Guttenfeld und Neu Prerau gehörten. Matriken werden seit 1686 geführt und befinden sich im Landesarchiv Brünn. Grundbuchaufzeichnungen gibt es seit 1788. Im Jahre 1763 hatte Fröllersdorf 371 Einwohner. Guttenfeld wurde 1790 ausgepfarrt. Seit 1805 ist in Fröllersdorf eine Schule nachweisbar, unterrichtet wurde ausschließlich in deutscher Sprache. 1834 erhielt auch Neu Prerau einen eigenen Pfarrer. Bis zur Mitte des 19. Jahrhunderts blieb Fröllersdorf immer der Herrschaft Dürnholz untertänig.
Nach der Aufhebung der Patrimonialherrschaften bildete Fröllersdorf/Frelešdorf ab 1850 eine Gemeinde in der Bezirkshauptmannschaft Nikolsburg. Zwischen 1871 und 1872 errichtete die Lundenburg-Nikolsburg-Grußbacher Eisenbahngesellschaft südlich des Dorfes die Bahnstrecke Lundenburg–Grußbach. 1877 wurde ein neues Schulhaus eingeweiht. Zum Ende des 19. Jahrhunderts wurden Frelichov und Frelišdorf als tschechische Namensformen gebräuchlich. Nach der Gründung der Tschechoslowakei wurde 1918 Frélichov neben Fröllersdorf zum amtlichen Gemeindenamen. Die deutsche Schule in Frélichov wurde geschlossen und eine tschechische Minderheitenschule eröffnet. Infolge des Münchner Abkommens wurde Fröllersdorf 1938 an das Deutsche Reich abgetreten und gehörte bis 1945 zum politischen Bezirk Nikolsburg im Reichsgau Niederdonau.
Nach dem Ende des Zweiten Weltkrieges kam die Gemeinde wieder zur Tschechoslowakei zurück. Die deutschen Bewohner wurden 1945 als Folge des Krieges enteignet und größtenteils vertrieben.
Im Jahre 1949 erhielt das Dorf den Namen Charvátská und wurde schließlich 1950 erneut in Jevišovka umbenannt. Mit der Aufhebung des Okres Mikulov wurde die Gemeinde 1960 dem Okres Břeclav zugeordnet. Seit 2006 führt Jevišovka ein Wappen und Banner.
Seit 1991 wird in der Gemeinde ein Tag der kroatischen Kultur (Den chorvatské kultury v Jevišovce) gefeiert. Dabei wurde Jahre 2008 in Anwesenheit des kroatischen Premierministers Ivo Sanader im früheren Pfarrhaus das Kroatische Haus (Chorvatský dům) als Museum und Bücherei eingeweiht.

## Wappen und Siegel
Ein Wappen hat die Gemeinde nicht geführt.

## Einwohnerentwicklung
| Volkszählung                                                                  | Häuser | Einwohner insgesamt | Volkszugehörigkeit der Einwohner | Volkszugehörigkeit der Einwohner | Volkszugehörigkeit der Einwohner |
| Jahr                                                                          | Häuser | Einwohner insgesamt | Deutsche                         | Tschechen                        | Kroaten                          |
| 1793                                                                          | 81     | 490                 |                                  |                                  |                                  |
| 1836                                                                          | 122    | 781                 |                                  |                                  |                                  |
| 1869                                                                          | 153    | 977                 |                                  |                                  |                                  |
| 1880                                                                          | 206    | 1.126               | 272                              | 0                                | 854                              |
| 1890                                                                          | 211    | 1.147               | 295                              | 63                               | 789                              |
| 1900                                                                          | 224    | 1.160               | 292                              | 53                               | 815                              |
| 1910                                                                          | 243    | 1.227               | 765                              | 36                               | 426                              |
| 1921                                                                          | 250    | 1.252               | 636                              | 57                               | 554                              |
| 1930                                                                          | 292    | 1.268               | 213                              | 108                              | 947                              |
| 1939                                                                          |        | 1.261               |                                  |                                  |                                  |
| Quelle: 1793, 1836, 1850 aus: Frodl, Blaschka: Südmähren von A–Z. 2006        |        |                     |                                  |                                  |                                  |
| Sonstige: Historický místopis Moravy a Slezska v letech 1848–1960, sv.9. 1984 |        |                     |                                  |                                  |                                  |

## Sehenswürdigkeiten

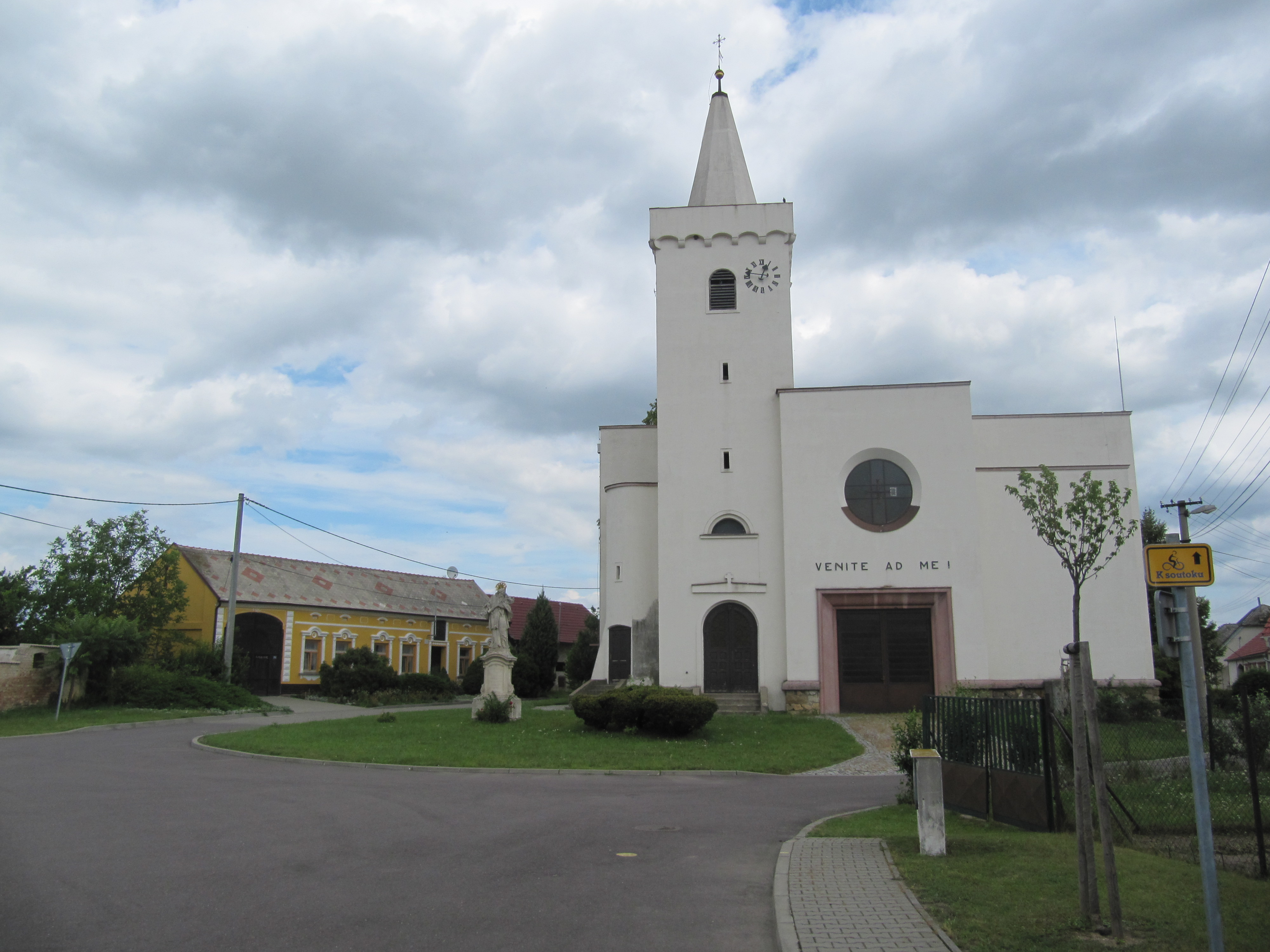
Kirche in Jevišovka

- Kirche der hl. Kunigunde, sie wurde 1929–1932 im funktionalistischen Stil umgebaut. Der gotische Kirchturm ist ein Rest des ursprünglichen Baus.
- Nischenkapelle St. Urban, am Weinberg
- Statue des hl. Johannes von Nepomuk, an der Kirche
- Wegekreuz am Weg nach Hrušovany nad Jevišovkou
- Bunkeranlagen des Tschechoslowakischen Walls, einer der Bunker in Richtung Novosedly dient als Museum
- Kroatisches Haus mit Museum

## In Fröllersdorf lebten und wirkten
- Friedrich Hausmann (1917–2009), österreichischer Historiker
- Othmar Ruzicka (1877–1962), Wahlheimat von 1930 bis zur Vertreibung 1945, österreichischer Porträt- und Genremaler
- Josef Löhner (1901–1964), Südmährischer Landschaftsbetreuer, Stifter des Josef-Löhner-Preises
- Erwin Zajicek (1890–1976), Minister, Obmann des Dachverbandes der Südmährer in Österreich